# Tatung Football Club
Maillots
Le Tatung Football Club (en chinois : 北市大同), plus couramment abrégé en Tatung FC, est un club taïwanais de football fondé en 1969 et basé à Taipei, la capitale du pays.

## Histoire
Le club est affilié à la Tatung Company. C'est le seul et le plus ancien club semi-professionnel propriété d'une entreprise privée ; la majorité des joueurs du club travaillent à l'usine le matin et s'entraînent et jouent l'après-midi et en soirée.
Le club a remporté le championnat taïwanais à sept reprises. En 2006, Tatung FC atteint le dernier carré de la Coupe du président de l'AFC, stoppé dans son parcours par le club tadjik de Vakhsh Qurghonteppa.

## Palmarès
| Compétitions nationales |
| --- |
| - Championnat de Taïwan (7) : - Champion : 2005, 2006, 2007, 2013, 2016-17, 2018 et 2019. - Vice-champion : 1992, 1995, 1996, 1997, 1999, 2001, 2002, 2003, 2004, 2008 et 2011. |

## Personnalités du club

### Présidents du club
- Lin Wei-shan

### Entraîneurs du club
- Chiang Mu-tsai